# Ron Fricke
Ron Fricke (24 febbraio 1953) è un regista e direttore della fotografia statunitense, considerato un maestro della fotografia con tecnica time-lapse (fotogrammi a intervalli di tempo superiori rispetto alla norma).
Nel 1982 è stato direttore della fotografia del film non verbale, di pure immagini, Koyaanisqatsi diretto da Godfrey Reggio. Con lo stesso stile ha successivamente realizzato, come regista, il mediometraggio Chronos (1985) e il lungometraggio Baraka (1992), entrambi utilizzando una cinepresa con il formato 70mm, per ottenere un'elevata qualità dell'immagine.
Nel 2005 è stato direttore della fotografia in una parte del film Star Wars: Episodio III - La vendetta dei Sith. Nel 2011 realizza Samsara, seguito di Baraka.
Fricke dice del suo lavoro: «Sento che il mio lavoro si è evoluto attraverso Koyaanisqatsi, Chronos e Baraka. Sia tecnicamente che filosoficamente sono pronto ad approfondire sempre di più quello che per me è il tema più importante: la relazione umana con l'eterno».

## Filmografia
- Chronos (1985) mediometraggio
- Sacred Site (1986) cortometraggio
- Baraka (1992)
- Samsara (2011)